# تكنولوجيا المرأة

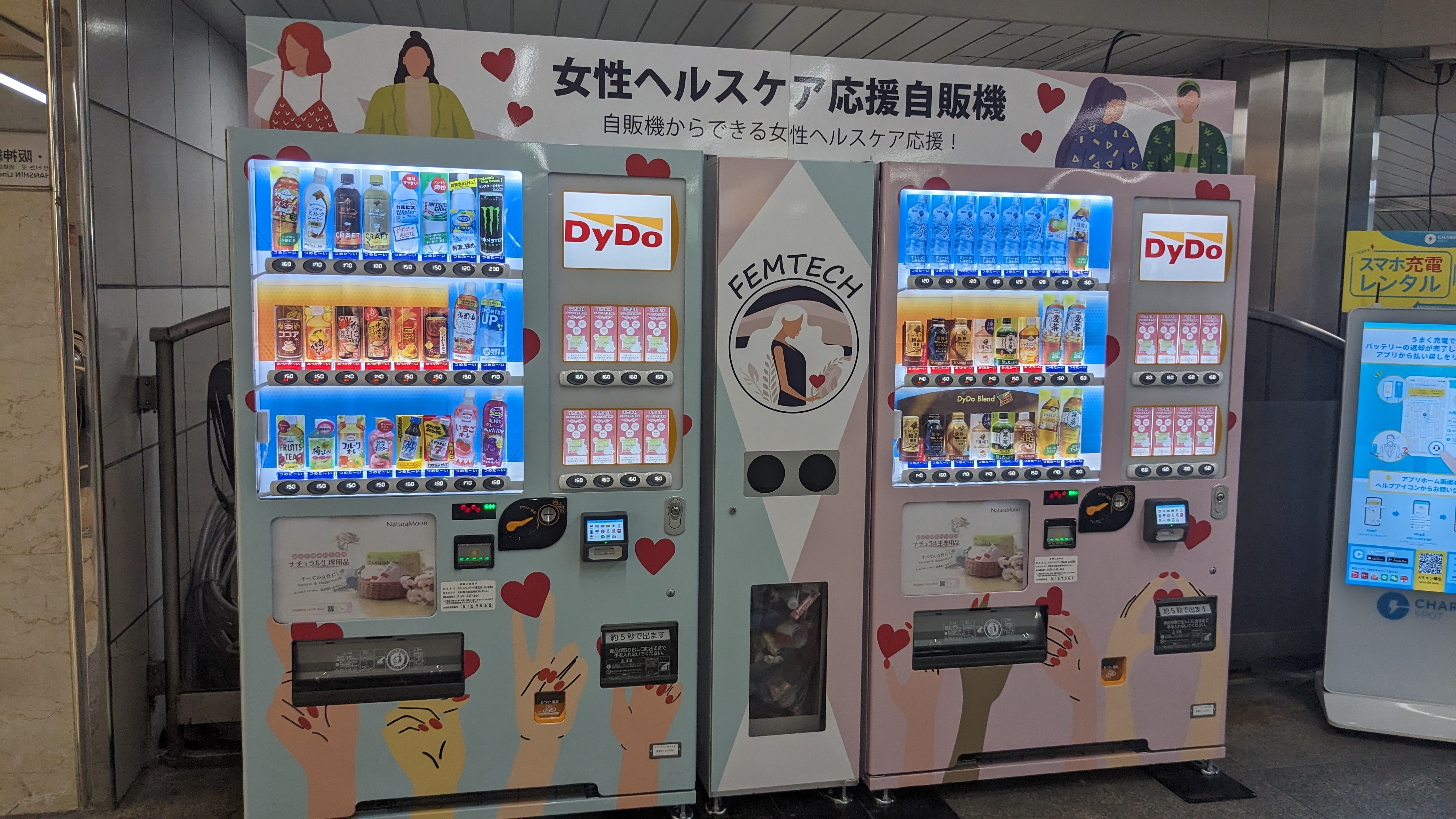
بائع منتجات التكنولوجيا المخصصة لصحة المرأة (Femtech) في محطة نامبا – مترو أوساكا

تكنولوجيا المرأة أو التكنولوجيا النسائية مصطلح يُطلق على فئة من البرامج وأدوات التشخيص والمنتجات والخدمات التي تستخدم التكنولوجيا للتركيز على صحة المرأة. يشمل هذا القطاع الحلول المتعلقة بالخصوبة وتطبيقات تتبع الدورة الشهرية والحمل والرعاية التمريضية والصحة الجنسية للمرأة والرعاية الصحية المتعلقة بالجهاز التناسلي.

## نظرة عامة
يعتبر وجود فئة رقمية متخصصة بصحة المرأة مفهومًا جديدًا نسبيًا. صيغ مصطلح تكنولوجيا المرأة في عام 2016 من قبل إيدا تين، رائدة أعمال دنماركية أسست «كلو»، وهو تطبيق لتتبع الدورة الشهرية والخصوبة. تشمل تكنولوجيا المرأة أي أدوات صحية رقمية أو قياسية تدعم صحة المرأة، بما في ذلك الأجهزة القابلة للارتداء والأجهزة الطبية المتصلة بالإنترنت وتطبيقات الهاتف المحمول ومنتجات النظافة وغيرها.

## الشركات والمنتجات
توجد الكثير من شركات تكنولوجيا المرأة التي تقدم مجموعة متنوعة من المنتجات المختلفة في كل أنحاء العالم. تشمل الشركات التي تنتج التطبيقات الهاتفية التي تتعقب الدورة الشهرية و/أو الخصوبة: كلو ودوت وغلو وإيف وسايكلز وماي كالندر ولايف وفيرتيليتي آي كيو وإكستند فيرتيليتي وفورت ميديكال وفلو وليدي سايكل وغيرها. تشمل الشركات التي تقدم خدمات الخصوبة مثل التلقيح الاصطناعي وتجميد البويضات والعلاجات الطبية ذات الصلة: يونيفاي وبروجيني وأبريسيتي وبيرلود فيرتيليتي. ابتكرت شركة فالي إلكترونيكس الجهاز التقني الأول لتتبع الخصوبة، ويُسمى جهاز تعقب الخصوبة ليدي كومب، والذي أُنتج أول مرة في ألمانيا في عام 1986 ويوجد نموذج حديث منه مازال موجودًا في السوق بالإضافة إلى متغير أحدث يسمى ديزي فيرتيليتي تراكر، والذي كان أول جهاز يقرن متعقب الخصوبة بتطبيق. تنتج شركة الخصوبة إيفا جهاز تعقب خصوبة يمكن ارتداؤه. في مجال آخر، توفر نوركس خدمة توصيل المنتجات الصحية عن بعد إذ تسمح للنساء بالحصول على حبوب منع الحمل الموصوفة عبر تطبيق خاص، وتوصيل الحبوب. تأخذ توينتي إيت هيلث، وهي خدمة أخرى لتوصيل وسائل منع الحمل، هذا النموذج خطوة إضافية من خلال توفير الموارد للنساء المحرومات والمحتاجات للمعونة الطبية. تعالج شركات مثل جينيف قضايا سن اليأس. توفر شركات مثل بريغنانسي بلس وأمّا أدوات لتعقب الحمل.
تنتج الكثير من الشركات أيضًا أجهزة طبية متصلة بالإنترنت غالبًا ما تقترن بتطبيقات هاتفية لتتبع بيانات محددة. فمثلًا، تنتج إلفي وويلو مضخة ثدي قابلة للارتداء. تتصل مضخة الثدي من إلفي أيضًا بتطبيق خاص. تقدم إلفي جهاز تتبع لتمارين قاع الحوض (تمارين كيغل). تأسست إلفي من قبل رائدة الأعمال، تانيا بولر، وبدعم مالي من رائدة الأعمال التي أصبحت مستثمرة، نيكول يونكرمان، المتخصصة في قطاع تكنولوجيا المرأة. أطلقت كيغ حديثًا جهاز تعقب خصوبة يقدم وظيفتين معًا: يستشعر مستويات الكهارل في سائل عنق الرحم ويساعد في تمارين قاع الحوض. تنتج ليونيس جهازًا هزازًا ذكيًا يرتبط بتطبيق يستخدم الارتجاع البيولوجي لمساعدة الناس على معرفة المزيد عن أجسادهم. لا تستخدم بعض الأجهزة والأدوات الطبية المنتجة في فئة تكنولوجيا المرأة الاتصال بالإنترنت. جوي لوكس شركة في قطاع تكنولوجيا المرأة تصنع أجهزة صحية طبية ونسائية باسم العلامتين التجاريتين في سكلبت وفي فيت. تقدم شركات مثل إل وفليكس بدائل للسدادات القطنية والواقي الذكري بأشكالها المعتادة. تبيع ثينكس ملابس داخلية قابلة لإعادة الاستخدام تحتجز دم الحيض. تبيع آي بلس ميديكال جهازًا يمكن ارتداؤه لتخفيف آلام الدورة الشهرية.
كانت الشركة السويدية ناتشرال سايكلز أول من حصل على موافقة رسمية لتسويق تطبيقها الذي يستخدم بوصفه وسيلة منع حمل رقمية في الاتحاد الأوروبي، وفي أغسطس 2018 وافقت إدارة الغذاء والدواء على تسويقه في الولايات المتحدة، وازداد الجدل حول استخدام التطبيق لمنع الحمل بعد أن أبلغ عدد من النساء في ستوكهولم عن حالات حمل غير مخطط لها بعد استخدام التطبيق. أنهت السلطات السويدية التحقيقات، وتبين أن عدد حالات الحمل غير المخطط لها تماشى مع الادعاءات التي قدمتها ناتشرال سايكلز.
يسهل المبتكرون في مجال الرضاعة الطبيعية/ضخ حليب الثدي مثل ميلك ستورك اللوجستيات للأمهات المرضعات العاملات والمسافرات من خلال خدمات شحن حليب الثدي.

## استثمارات رأس المال الاستثماري
في عام 2015، جمعت الشركات الناشئة في مجال تكنولوجيا المرأة نحو 82 مليون دولارًا من شركات الاستثمار.
في مارس 2017، أفيد أن المبلغ الإجمالي للتمويل الذي جمعته شركات تكنولوجيا المرأة منذ عام 2014 وصل إلى 1.1 مليار دولار.
يشير تقرير أبحاث السوق لفروست وسوليفان عن تكنولوجيا المرأة إلى أن السوق قليل الاختراق لكنه قد يصل إلى 9.4 مليار دولار بحلول عام 2024.
تلقت شركة ميفن، وهي شركة على الإنترنت تركز على تحسين الوصول إلى الرعاية الصحية، 27 مليون دولار لتوسيع خدماتها في مجال توصيل حليب الثدي. تلقت كورا، التي تبيع الفوط العضوية والسدادات القطنية ومنتجات العناية الشخصية، 7.5 مليون دولار لبدء بيع منتجاتها في متاجر تارغت.
في أوائل عام 2019، جمعت شركة إلفي 42 مليون دولار في دورة التمويل الثانية، ليصبح المجموع أكثر من 50 مليون دولار منذ تأسيسها في عام 2013.
تشير التقديرات إلى إنفاق نحو 200 مليار دولار على منتجات تكنولوجيا المرأة كل عام.
وفقًا لمجلة فوربس، تواجه شركات التكنولوجيا النسائية تحديات في جمع الأموال، لأن قضايا صحة المرأة غير واضحة تمامًا للمستثمرين، ولأن تمثيل النساء ناقص في مجتمع الاستثمار، والمؤسسات من الإناث يترددن في طلب المال. يصل 10% فقط من الاستثمار العالمي إلى شركات ناشئة تقودها سيدات.
تتوقع شركة داتا بريدج، وهي شركة أبحاث، أن قطاع الخصوبة في العالم يمكن أن يصل إلى 41 مليار دولار من المبيعات بحلول 2026، مقارنةً بنحو 25 مليار دولار حاليًا. ووفقًا لوكالة فيم تيك أناليتكس، من المتوقع أن ينمو سوق تكنولوجيا المرأة إلى قرابة 60 مليار دولار بحلول عام 2027.

## الأخلاقيات
ظهرت مخاوف بشأن ممارسات مشاركة البيانات في قطاع تكنولوجيا المرأة، وخاصة من خلال أجهزة تتبع الخصوبة. تعرضت بعض التطبيقات لانتقادات بسبب عدم وضوح أخلاقيات الخصوصية التي تتبعها بعد كشف مشاركة بيانات المستخدمين (دون موافقة) مع شركات مثل فيسبوك. سمح ذلك لفيسبوك، والشركات الأخرى التي تشاركها البيانات، باستهداف المستخدمين بمنتجات متعلقة بالخصوبة أو الحمل بناء على الوقت الذي كانوا فيه من الدورة الشهرية. جادل البعض بأن الأمر ضار، لأنه يفترض أشياء محددة مثل إتمام الحمل ويتجاهل النتائج البديلة المحتملة مثل إنهاء الحمل أو الإجهاض.